# Schwingung
Als Schwingungen oder Oszillationen (lateinisch oscillare ‚schaukeln‘) werden wiederholte zeitliche Schwankungen von Zustandsgrößen eines Systems bezeichnet. Unter Schwankung ist dabei die Abweichung von einem Mittelwert zu verstehen. Schwingungen können in allen rückgekoppelten Systemen auftreten. Beispiele für Schwingungen sind in der Mechanik, in der Elektrotechnik, der Biologie, in der Wirtschaft und in vielen anderen Bereichen anzutreffen.
Man unterscheidet:
- periodische[4] und nichtperiodische (quasiperiodische oder chaotische[5][6]) Schwingungen
- ungedämpfte, gedämpfte und aperiodische Schwingungen
- freie, erzwungene (fremderregte), selbsterregte und parametererregte Schwingungen
- lineare und nichtlineare Schwingungen
- Schwingungen mit einem Freiheitsgrad, mit mehreren Freiheitsgraden und mit unendlich vielen Freiheitsgraden (Schwingungen eines Kontinuums)
- kontinuierliche Schwingungen und Oszillation zwischen diskreten Zuständen

Alle diese Eigenschaften können kombiniert sein.
Als Vibration werden periodische, mit Verformung verbundene mechanische Schwingungen eines Körpers bezeichnet. Eine Schwingung, die zur Informationsübermittlung dient, nennt man manchmal Signal, zum Beispiel elektrisches Signal. Die räumliche Ausbreitung einer Störung oder Schwingung ist eine Welle.

Gegenüberstellung elementarer Schwingungsformen. Die waagerechte Achse stellt die Zeit dar

## Harmonische Schwingungen
Als harmonisch wird eine Schwingung bezeichnet, deren Verlauf durch eine Sinusfunktion beschrieben werden kann.
Die Grafik zeigt eine harmonische Schwingung mit der Auslenkung {\displaystyle y(t)}, der Amplitude {\displaystyle y_{0}} und der Periodendauer {\displaystyle T}.
Die Auslenkung {\displaystyle y(t)} zu einem Zeitpunkt {\displaystyle t} gibt den momentanen, die Amplitude den maximal möglichen Wert der Größe {\displaystyle y} an. Die Periodendauer oder die Schwingungsdauer ist die Zeit, die verstreicht, während ein schwingungsfähiges System genau eine Schwingungsperiode durchläuft, d. h. nach der es sich wieder im selben Schwingungszustand befindet. Der Kehrwert der Periodendauer T ist die Frequenz f, also: {\displaystyle f={1 \over T}\quad }.
 Statt f wird auch der griechische Buchstabe {\displaystyle \nu } (Ny) verwendet. Die  Einheit der Frequenz ist Hertz (1 Hz = 1 s−1).
Eine ungedämpfte Schwingung ist harmonisch, wenn die Rückstellgröße (die rückstellende Kraft) proportional zur Auslenkung beispielsweise eines Federpendels ist. Hierbei spricht man auch von einem harmonischen Oszillator oder einem linearen System, da die rückstellende Kraft sich linear mit der Auslenkung ändert: Verdoppelt sich diese, verdoppelt sich auch der Betrag der rückstellenden Kraft {\displaystyle F}. Dies führt auf eine lineare Differentialgleichung der Form {\displaystyle {\ddot {y}}(t)=F=-\kappa \cdot y(t)} für alle Zeiten {\displaystyle t}, wobei {\displaystyle \kappa >0} ein positiver Proportionalitätsfaktor ist, für welchen sich aus der Lösung der Gleichung {\displaystyle \kappa =\omega ^{2}} mit {\displaystyle \omega =2\pi \cdot f} ergibt.
Eine solche Schwingung, d. h., eine Lösung der vorstehenden Differentialgleichung, lässt sich allgemein beschreiben durch
{\displaystyle y(t)=y_{0}\cdot \sin(2\pi ft+\varphi _{0})}
mit
{\displaystyle y_{0}}  = Amplitude und
{\displaystyle \varphi _{0}}  = Nullphasenwinkel der Schwingung.
Das {\displaystyle 2\pi }-fache der Frequenz, {\displaystyle \omega =2\pi \cdot f}, ist die Kreisfrequenz der Schwingung.
Durch Verwendung der Kreisfrequenz ergibt sich eine kompaktere Schreibweise:
{\displaystyle y(t)=y_{0}\cdot \sin(\omega \,t+\varphi _{0})\,.}

## Linear gedämpfte Schwingung
Makroskopische physikalische Systeme sind immer gedämpft. Da sie beispielsweise durch Reibung Energie an die Umgebung abgeben, nimmt die Amplitude ihrer Schwingung im Laufe der Zeit ab. Überlässt man ein solches System sich selbst (freie Schwingung), so führt dieses letztendlich zum „Stillstand“, wie aus dem zweiten Hauptsatz der Thermodynamik hervorgeht. Perpetua mobilia sind also (siehe Energieerhaltungssatz) nicht möglich.
Stellt man die Bewegungsgleichung eines Federpendels mit einer zur Geschwindigkeit proportionalen Dämpfung auf, so ergibt sich folgende Differentialgleichung:
{\displaystyle m{\ddot {x}}+d{\dot {x}}+kx=0\,.}
Dabei ist
{\displaystyle m} die Masse,
{\displaystyle d} die Dämpfungskonstante und
{\displaystyle k} die Federkonstante.
(Für Drehschwingungen ist {\displaystyle m} durch das Trägheitsmoment {\displaystyle J} und {\displaystyle x} durch den Auslenkungswinkel {\displaystyle \varphi } zu ersetzen.)
Hierbei handelt es sich um eine homogene lineare gewöhnliche Differentialgleichung 2. Ordnung, die sich auf die allgemeine Form
{\displaystyle {\ddot {x}}+2\delta {\dot {x}}+\omega _{0}^{2}x=0}
bringen lässt, wenn man die (positiven) Abkürzungen für die Abklingkonstante
{\displaystyle \delta ={\frac {d}{2m}}}
und die ungedämpfte Eigenkreisfrequenz
{\displaystyle \omega _{0}={\sqrt {\frac {k}{m}}}}
einführt, deren Bedeutungen erst bei der Interpretation der Lösung deutlich werden.
Beim klassischen Weg zur Lösung einer solchen linearen homogenen Differentialgleichung (alternativ kann man Methoden der Operatorenrechnung benutzen) können mit Hilfe des Ansatzes
{\displaystyle x(t)=e^{\lambda t}}
mit gegebenenfalls komplexem Parameter {\displaystyle \lambda } zwei linear unabhängige Lösungen gefunden werden, welche ein Fundamentalsystem bilden. Eingesetzt in die Differentialgleichung ergibt sich:
{\displaystyle (\lambda ^{2}+2\delta \lambda +\omega _{0}^{2})\,e^{\lambda t}=0.}
Das Polynom 
{\displaystyle P(\lambda )=\lambda ^{2}+2\delta \lambda +\omega _{0}^{2}}
ist das charakteristische Polynom der Differentialgleichung; die Differentialgleichung kann nur dann erfüllt sein, wenn das {\displaystyle \lambda } eine Nullstelle des Polynoms ist, da die Exponentialfunktion niemals null wird. Abhängig von der Diskriminanten 
{\displaystyle \delta ^{2}-\omega _{0}^{2}}
dieser quadratischen Gleichung besitzt das Polynom zwei reelle, zwei konjugiert komplexe oder eine doppelte Nullstelle. Das Verhalten des Systems ist von der Art der Nullstellen abhängig, was eine Fallunterscheidung erforderlich macht.
Die Theorie der linearen Differentialgleichungen zeigt, dass die allgemeine Lösung der homogenen Differentialgleichung eine Linearkombination ihrer Fundamentallösungen ist. Besitzt das charakteristische Polynom zwei Lösungen (also ist die Diskriminante ungleich 0), dann lässt sich die allgemeine Lösung der Bewegungsgleichung wie folgt schreiben:
{\displaystyle x(t)=X_{1}e^{\lambda _{1}t}+X_{2}e^{\lambda _{2}t}.}
Die beiden (im Allgemeinen komplexen) Konstanten {\displaystyle X_{1}} und {\displaystyle X_{2}} repräsentieren die zwei noch vorhandenen Freiheitsgrade der allgemeinen Lösung. Durch die Festlegung von zwei Anfangsbedingungen (z. B. {\displaystyle x(0)} oder/und {\displaystyle {\dot {x}}(0)}) müssen die beiden Konstanten für einen konkreten Fall präzisiert werden.

Schwingfall (links), Aperiodischer Grenzfall (mittig) und Kriechfall (rechts) einer gedämpften Schwingung.

Hat das charakteristische Polynom eine doppelte Nullstelle, ist die Lösung
{\displaystyle x(t)=X_{1}e^{\lambda t}+X_{2}te^{\lambda t}.}

### Schwingfall
Eine Schwingung kann es nur geben, wenn die Verluste gering sind. Dann ist mit {\displaystyle \delta <\omega _{0}} die Diskriminante negativ, der Wurzelausdruck imaginär und man erhält zwei konjugiert komplexe Lösungen:
{\displaystyle \lambda _{1,2}=-\delta \pm \mathrm {i} {\sqrt {\omega _{0}^{2}-\delta ^{2}}}}.
Mit der gedämpften Eigenkreisfrequenz:
{\displaystyle \omega _{d}={\sqrt {\omega _{0}^{2}-\delta ^{2}}}}.
ergibt sich kürzer:
{\displaystyle \lambda _{1,2}=-\delta \pm \mathrm {i} \omega _{d}}.
Damit erhält man
{\displaystyle x(t)=e^{-\delta t}\left(X_{1}e^{\mathrm {i} \omega _{d}t}+X_{2}e^{-\mathrm {i} \omega _{d}t}\right).}
Mit Hilfe der Eulerschen Formeln lässt sich die Lösung der homogenen Differentialgleichung auch in trigonometrischer Form angeben. Wenn die Anfangsbedingungen reell sind, dann sind auch die Koeffizienten in der trigonometrischen Form reell und dadurch praktisch besser interpretierbar:
{\displaystyle x(t)=e^{-\delta t}\left(X_{3}\sin(\omega _{d}\,t)+X_{4}\cos(\omega _{d}\,t)\right)\,}
oder
{\displaystyle x(t)=x_{0}\,e^{-\delta t}\cos(\omega _{d}\,t+\varphi _{0})\,.}
Auch hier sind jeweils die beiden Konstanten {\displaystyle X_{3}} und {\displaystyle X_{4}} bzw. {\displaystyle x_{0}} und {\displaystyle \varphi _{0}} durch die Anfangsbedingungen zu bestimmen. Insbesondere die letzte Form ist leicht als „gedämpfte Schwingung“ zu interpretieren.
Durch Vorgabe der zwei Anfangsbedingungen {\displaystyle x(0)} und {\displaystyle {\dot {x}}(0)} können die beiden Konstanten eliminiert werden. Ausgehend von der ersten trigonometrischen Form erhält man die konkrete von beiden Anfangsbedingungen abhängige Lösung
{\displaystyle x(t)=e^{-\delta t}\left({\frac {{\dot {x}}(0)+\delta x(0)}{\omega _{d}}}\cdot \sin(\omega _{d}\,t)+x(0)\cdot \cos(\omega _{d}\,t)\right)\,.}
Wenn die Abklingkonstante {\displaystyle \delta } gleich Null ist, bleibt die Amplitude konstant. Die Schwingung ist ungedämpft mit der Kreisfrequenz {\displaystyle \omega _{d}=\omega _{0}}.

### Aperiodischer Grenzfall
Die Grenze, ab der keine Schwingung mehr möglich ist, bildet der aperiodische Grenzfall ({\displaystyle \delta =\omega _{0}} bzw. {\displaystyle \omega _{d}=0}). Die Lösung enthält dann keine Sinusfunktion. Die allgemeine Lösung ist:
{\displaystyle x(t)=X_{1}\;e^{-\delta t}+X_{2}\;t\;e^{-\delta t}=e^{-\delta t}\cdot (X_{1}+t\;X_{2}).}

### Kriechfall
Bei hoher Dämpfung, also für {\displaystyle \delta >\omega _{0}} ergibt sich der Kriechfall, dessen Lösung sich aus zwei Exponentialfunktionen mit den beiden reellen {\displaystyle \lambda _{1,2}=-\delta \pm {\tilde {\omega }}_{d}} zusammensetzt:
{\displaystyle x(t)=(X_{1}e^{{\tilde {\omega }}_{d}t}+X_{2}e^{-{\tilde {\omega }}_{d}t})e^{-\delta t}}
mit {\displaystyle {\tilde {\omega }}_{d}={\sqrt {\delta ^{2}-\omega _{0}^{2}}}}. Ähnlich wie im Schwingfall lässt sich dies in Termen der Hyperbelfunktionen schreiben:
{\displaystyle x(t)=(X_{3}\sinh({\tilde {\omega }}_{d}t)+X_{4}\cosh({\tilde {\omega }}_{d}t))e^{-\delta t}}
oder 
{\displaystyle x(t)=X_{5}e^{-\delta t}\cosh({\tilde {\omega }}_{d}t+\phi _{0})}.

## Frequenzspektrum

Zusammenhang von Zeit- und Frequenzbereich

Eine Schwingung lässt sich statt als zeitabhängige Änderung auch als Funktion im Frequenzraum betrachten. Die mathematische Transformation nennt man Fouriertransformation. Der Informationsgehalt bleibt dabei erhalten, daher lässt sich aus einem Frequenzspektrum durch Rücktransformation die entsprechende zeitabhängige Schwingung rekonstruieren. Hintergrund dieser Überlegung ist, dass sich jede Schwingung durch eine additive Überlagerung (Superposition) von harmonischen Schwingungen unterschiedlicher Frequenz darstellen lässt. Die Superposition zweier harmonischer Schwingungen nennt man Schwebung.

## Anregung

### Freie Schwingungen
Freie Schwingungen führt ein schwingfähiges System aus, das – nach einer Störung/Auslenkung sich selbst überlassen – je nach Dämpfung oszillierend oder „kriechend“ in den Gleichgewichtszustand zurückkehrt (siehe oben). Die Frequenz der freien Schwingung ist die Eigenfrequenz des Schwingers. Bei Schwingungen mit mehreren Freiheitsgraden gibt es entsprechend viele Eigenfrequenzen.

### Erzwungene Schwingungen
Erzwungene Schwingungen führt ein Schwinger aus, der durch zeitveränderliche äußere Einwirkung zum Schwingen angeregt (gezwungen) wird. Praktisch bedeutsam sind vor allem periodische Erregungen und darunter die harmonische, sinusförmige Erregung. Die Frequenz der periodischen Erregung wird als Erregerfrequenz bezeichnet. Es gibt auch mehrfrequente Erregungen oder Erregungen durch Zufallsprozesse.
Im Falle der harmonischen Erregung führt ein lineares System im Allgemeinen zwei Schwingungen gleichzeitig aus:
- die freie Schwingung (mit der Eigenfrequenz bzw. mehreren Eigenfrequenzen), deren Größe von den Anfangsbedingungen abhängt und die durch die stets vorhandene Dämpfung während der Einschwingzeit abklingt, und
- die erzwungene Schwingung mit der Erregerfrequenz bei konstanter Anregungsstärke. Die Amplitude dieser Schwingung ist nach Beendigung des Einschwingvorgangs konstant. Das Verhältnis zwischen der Amplitude und der Stärke der Erregung wird durch die Vergrößerungsfunktion quantifiziert.

In der Technischen Mechanik sind die wichtigsten Erregungsmechanismen die Wegerregung, die Krafterregung und die Unwuchterregung (siehe Vergrößerungsfunktion).
Die Amplitude der erzwungenen Schwingung nimmt im Falle der Resonanz ein Maximum an. Bei fehlender Dämpfung und Gleichheit von (einer) Erregerfrequenz und (einer) Eigenfrequenz wird die Amplitude unendlich. Mit wachsendem Dämpfungswert verschiebt sich die Resonanzstelle geringfügig und die Resonanzamplitude nimmt ab.

### Selbsterregte Schwingungen
Schwingungssysteme, bei denen die Energiezufuhr durch ein geeignetes Steuerelement und den Schwingungsvorgang selbst gesteuert wird, führen selbsterregte Schwingungen aus und werden Oszillator genannt. In den Differentialgleichungen wirkt sich diese Erscheinung so aus, dass der Dämpfungswert Null wird. Ein typisches Beispiel im Bereich der Mechanik sind die Schwingungen der Saiten einer Violine. Diese werden dadurch verursacht, dass die Haftreibung zwischen Bogen und Saite größer ist als die Gleitreibung und die Gleitreibung mit wachsender Differenzgeschwindigkeit noch abnimmt. Weitere Beispiele sind das Tönen von Gläsern durch Reiben des Randes und elektronische Taktgeber (Oszillatorschaltung).
Selbsterregte Schwingungen nehmen in der Amplitude zu, bis die überproportional mit der Amplitude zunehmende Dämpfung die Energieeinkopplung kompensiert oder das schwingende System zerstört wird.

### Parametererregte Schwingungen
Eine parametererregte Schwingung tritt dann auf, wenn sich Parameter des Schwingungssystems (Trägheitsgrößen, Dämpfungswerte oder Federkonstanten) periodisch ändern, z. B. beim Schaukeln.

## Lineare und nichtlineare Schwingungen
Lineare Schwingungen sind dadurch gekennzeichnet, dass sie sich mit Differentialgleichungen beschreiben lassen, bei denen alle Abhängigkeiten von der schwingenden Größe und ihren zeitlichen Ableitungen linear sind. Bei nichtlinearen Schwingungen ist dies nicht der Fall, sie sind daher nicht streng sinusförmig. Von größerer praktischer Bedeutung ist, dass sich bei einem getriebenen Oszillator das Resonanzverhalten erzwungener Schwingungen ändert und die Amplituden selbsterregter Schwingungen beschränkt bleiben.
Nichtlineare Systeme sind häufig nicht integrabel, d. h. die Differentialgleichung(en) besitzen keine analytische Lösung. Das Schwingverhalten solcher Systeme wird daher meist mit numerischen Computersimulationen untersucht. Eines der ersten dieser Experimente war das Fermi-Pasta-Ulam-Experiment, bei dem eine Saitenschwingung mit nichtlinearem Störterm untersucht wurde. Als Lösung solcher Systeme erhält man je nach Energie der Schwingung häufig eine quasiperiodische oder chaotische Oszillation. Chaotisches Verhalten lässt sich beispielsweise bei einem Doppelpendel beobachten. Ein nichtlineares System, das kein chaotisches Verhalten ermöglicht, ist der Van-der-Pol-Oszillator.

## Schwingungen mit mehreren Freiheitsgraden

Diese Animation zeigt eine Lissajous-Figur, wie sie ein Oszilloskop bei einem Frequenz-Verhältnis von annähernd 2:3 anzeigen würde (Amplituden-Verhältnis 1:1)

Schwingungen mit einem Freiheitsgrad sind solche, die sich mit einer schwingenden Größe vollständig beschreiben lassen. Ein Beispiel dafür sind Schwingungen des ebenen Fadenpendels. Lässt man beim Pendel räumliche Bewegungen zu wie bei einem foucaultschen Pendel, so handelt es sich bereits um einen Schwinger mit zwei Freiheitsgraden. Im Folgenden beschränken wir uns auf die Betrachtung kleiner Auslenkungen.
An diesem Beispiel lässt sich sehen, dass die Bezeichnung als Schwingung von den betrachteten Größen abhängen kann, also der Wahl der generalisierten Koordinaten. So lässt sich das Pendel auslenken, sodass die Schwingung in einer Ebene stattfindet. Gibt man dem Pendel zusätzlich noch eine Anfangsgeschwindigkeit senkrecht zur Auslenkungsrichtung, so kann man Ellipsenbahnen oder eine Kreisbewegung mit konstanter Winkelgeschwindigkeit beobachten.
Betrachtet man Auslenkungswinkel des Pendels von der Seite von zwei verschiedenen Richtungen, erhält man zwei harmonischen Schwingungen gleicher Periodendauer. Eine Überlagerung von zwei harmonischen Schwingungen nennt man Lissajous-Figur. Eine andere Möglichkeit ist, das Pendel von oben zu betrachten und Abstand zur Ruhelage sowie die Richtung der Auslenkung als fortlaufende Entfernung zum Anfangswinkel zu notieren. Im Fall einer Kreisbahn sind beide keine Schwingungen mehr.
Die Anzahl der Freiheitsgrade eines mechanischen Systems mit mehreren Massen, die sich unabhängig voneinander bewegen können, ist die Summe aller einzelnen Freiheitsgrade. Weitere Beispiele für Schwingungen mit mehreren Freiheitsgraden sind Torsionsschwingungen einer Kurbelwelle oder die Horizontalschwingungen eines mehrgeschossigen Bauwerkes unter Erdbebeneinfluss.
Manche Schwingungen eines Systems mit mehreren Freiheitsgraden lassen sich bei geeigneter Wahl der Koordinaten als mehrere unabhängige Schwingungen betrachten. Für eine Schwingung, die sich mittels Differentialgleichungen beschreiben lässt, bedeutet dies, die Gleichungen der einzelnen Koordinaten zu entkoppeln. Sind die einzelnen Schwingungen periodisch, lassen sich dann aus den entkoppelten Differentialgleichungen die Eigenfrequenzen des Systems bestimmen. Lassen sich alle Eigenfrequenzen als ganzzahliges Vielfaches einer Konstanten schreiben, so ist auch die Schwingung des Gesamtsystems periodisch.
Bei nichtlinearen Schwingungssystemen ist eine Entkopplung der Differentialgleichungen in geschlossener Form meist nicht möglich. Es existieren jedoch Näherungsverfahren, die ausgehend von einer Linearisierung der Differentialgleichungen eine iterative Lösung ermöglichen.

## Schwingungen eines Kontinuums

Schwingungen quadratischer Platten. Dargestellt sind die Knotenlinien von stehenden Wellen, auch Chladnische Klangfiguren genannt.

Eine an einer Stelle in einem Kontinuum angeregte Schwingung breitet sich darin als Welle aus. An Grenzflächen, an denen das Ausbreitungsmedium wechselt, kann die Welle reflektiert werden. Innerhalb des schwingenden Körpers überlagern sich die ursprüngliche und die reflektierte Welle, so dass eine stehende Welle entsteht; Beispiele sind eine schwingende Saite eines Musikinstruments – geometrisch eindimensional – oder die zweidimensional schwingende Membran in einem Lautsprecher. Die stehende Welle lässt sich mathematisch durch unendlich viele gekoppelte Oszillatoren, also ein System mit unendlich vielen Freiheitsgraden beschreiben.
Von praktischem Interesse in der Technik sind des Weiteren die Schwingungen von Stäben, Platten und Schalen. Ein einseitig eingespannter Balken besitzt viele Freiheitsgrade der Schwingung, die sich nicht nur durch ihre Resonanzfrequenzen, sondern auch durch die Art ihrer Bewegung unterscheiden.

Schwingungsform eines einseitig eingespannten Balkens bei der tiefsten Eigenfrequenz – erste Querbiegungsmode
Schwingungsform desselben Balkens bei einer höheren Eigenfrequenz – zweite Vertikalbiegungsmode
Schwingungsform desselben Balkens bei einer höheren Eigenfrequenz – erste Torsionsmode
Schwingungsform desselben Balkens bei einer höheren Eigenfrequenz – zweite Torsionsmode

## Weitere Beispiele
Im Alltag begegnen uns Schwingungen zum Beispiel in Musikinstrumenten und am Uhrpendel, aber auch in Schwingquarzen von Uhren oder zur Takterzeugung in anderen elektronischen Geräten.
Auch die Atome in einem Kristallgitter oder Moleküle können um eine Gleichgewichtslage schwingen und erzeugen so zum Beispiel charakteristische Absorptionsspektren.
Oszillierende Reaktionen geben den Takt vor für die Atmung und den Herzschlag.
Bei Elektronenröhren wird häufig Mikrofonie beobachtet. Sie entsteht durch von außen auf die Bauteile einwirkende störende mechanische Schwingungen etwa durch nah dabeistehende Lautsprecher. Das geschieht in ähnlicher Form beim Schallplattenspieler. Besonders deutlich ist der Pfeif- oder Heulton, den ein Mikrofon in Abhängigkeit vom Abstand zum Lautsprecher durch Akustische Rückkopplung erzeugt.
Als Regenerativeffekt bezeichnet man in der Fertigungstechnik Schwingungen, die während des Fertigungsvorganges innerhalb einer Maschine auftreten.
In der Geologie und Meteorologie werden kleinere und mit gewisser Regelmäßigkeit wiederkehrende Schwankungen des Meeresspiegels, der Eisrandlagen, der Erdkrustenstücke, des Erdmagnetfeldes oder des Klimas beobachtet.
In der Wirtschaft dient das Goodwin-Modell zur Erklärung von Konjunkturzyklen.
Die Lotka-Volterra-Gleichungen beschreiben näherungsweise die Schwankungen von Räuber- und Beutepopulationen.